# Veritas vos liberabit
Veritas vos liberabit (latín) es una variación de Veritas liberabit vos ("la verdad os hará libres"; en griego: ἡ ἀλήθεια ἐλευθερώσει ὑμᾶς, he alētheia eleutherōsei hymâs). La frase aparece en el versículo 8:32 del Evangelio de Juan, una expresión que Jesús dirige a un grupo de judíos que creían en él. Pilatos responde a Jesús de forma filósofica  en el versículo Juan 18:38: "Quid est veritas?" ("Qué es la verdad?", Τί ἐστιν ἀλήθεια, Ti estin a elētheia?).

## Lema
Veritas vos liberabit es el lema de varias instituciones:
- Bayview Glen School, Toronto, Ontario, Canadá
- Greenville Senior High School, Greenville, Carolina del Sur, Estados Unidos
- Universidad de Grenoble-Alpes, Grenoble, Francia
- Universidad Estatal de Idaho, Idaho, Estados Unidos
- Universidad Johns Hopkins, Baltimore, Maryland, Estados Unidos
- Lafayette College, Easton (Pensilvania), Estados Unidos
- Lebanon Valley College, Harrisburg, Pensilvania, Estados Unidos
- Ottawa University, Ottawa, Kansas, Estados Unidos
- Our Lady Seat of Wisdom Academy, Barry's Bay, Ontario, Canadá
- Universidad Metodista del Sur, Dallas, Texas, Estados Unidos
- St. Augustine's College, Raleigh (Carolina norteña), Estados Unidos
- St. Thomas Aquinas Senior High School, Acra, Ghana
- St. Thomas College, Thrissur, Kerala, India
- Instituto Tecnológico de California, Estados Unidos
- Universidad de Portland, Oregón, Estados Unidos
- Universidad de San Martín de Porres, Lima, Perú y su equipo de fútbol, Club Deportivo Universidad de San Martín de Porres.
- Universidad Adolfo Ibáñez, Chile
- Xavier College East Victoria Park, Perth, Australia Occidental
- Universidad Yonsei, Seúl, Corea del Sur
- Colegio Los Aromos, San Nicolas de los Arroyos, Argentina
- Mar Ivanios College, Kerala, India
- Universidad de Charleston, Charleston, Virginia del Oeste
- Universidad Iberoamericana, México
- Colegio Miraflores, México
- Colegio Nuestra Señora del Pilar de Madrid, España
- Colegio Secundario José Manuel Estrada de La Plata Argentina perteneciente a la Universidad Católica de La Plata
- Universidad Católica de Córdoba, Córdoba, Argentina

## Traducciones
La variante inglesa "And Ye Shall Know the Truth and the Truth Shall Make You Free" está grabada en piedra a en el edificio llamado Original Headquarters Building (OHB) de la Agencia Central de Inteligencia.
Traducido al alemán, Die Wahrheit wird euch frei machen es el lema de la Universidad de Freiburg.
El texto original griego (ἡ ἀλήθεια ἐλευθερώσει ὑμᾶς):
- Fue utilizado por la Orden de san Juan de Jerusalén durante las cruzadas
- Es el lema de la Lenoir–Rhyne University de Carolina del Norte

La versión latina, Veritas liberabit vos, es el lema de:
- Instituto Caro y Cuervo, principal centro lingüístico de Colombia
- Canterbury Christ Church University, Canterbury, Kent, Inglaterra
- Universidad Católica de Córdoba, Argentina

Traducido al español, es el lema de:
- Universidad de Guanajuato
- Universidad Iberoamericana

- Datos: Q7921396
- Multimedia: Veritas liberabit vos / Q7921396